# تاريخ ليبيا الوسيط
يبدأ تاريخ ليبيا الوسيط من الفتح الإسلامي على يد عمرو بن العاص في عهد الخليفة الراشدي عمر بن الخطاب وحتى ضم ليبيا للدولة العثمانية.

## الفتح الإسلامي
في سنة 22هـ  حوالي (641 و642 م) سار عمرو بن العاص  من مصر إلى برقة  وكانت بها لواتة وهم من البربر(الأمازيغ). فصالح عمرو بن العاص أهل أنطابلس ومدينتها برقة، وهي بين مصر وإفريقية  يعني (طرابلس إلى طنجة). بعد أن حاصرهم وقاتلهم على الجزية، على أن يبيعوا من أبنائهم من أرادوا في جزيتهم. وكتب لهم بذلك كتاباً.
وكان سبب مسير البربر (الأمازيغ) إليها يعني (برقة وطرابلس وفزان) وإلى غيرها من بلاد الغرب يعني (شمال أفريقيا) أن البربر (الأمازيغ).  كانوا بنواحي فلسطين من الشام وكان ملكهم جالوت، فلما قتل سارت البرابر (الأمازيغ). وطلبوا الغرب حتى إذا انتهوا إلى لوبية، ومراقية وهما كورتان من كور مصر الغربية تفرقوا فسارتْ زناتة، ومغيلة وهما قبيلتان من البربر (الأمازيغ). إلى الغرب فسكنوا الجبال وسكنت لواتة أرض برقة وتعرف قديما بأنطابلس وانتشروا فيها حتى بلغوا السوس، ونزلت هوارة مدينة لبدة. ونزلت نفوسة إلى مدينة سبرة، وقيل بإن البربر (الأمازيغ). هم من الجبَّارين الَّذين قاتلهم داود «عـَم» وكانت منازلهم على ايادي الدهر فلسطين، وهم أهل عَمُودٍ، فأتوا المغرب (شمال أفريقيا) فتناسلوا به، وكان أهل طرابلس ولبدء وبرقة من البربر (الأمازيغ) يؤدون الجباية لهرقل ملك القسطنطينية حتى كان الفتح العربي. وسار عمرو بن العاص كما ذكرنا فصالحه أهلها على ثلاثة عشر ألف دينار يؤدونها كجزية وشرطوا أن يبيعوا من أرادوا من أولادهم في جزيتهم.
فلما فرغ من برقة سار إلى طرابلس الغرب فحاصرها شهرا فلم يظفر بها، وكان قد نزل شرقيها ثم أنهُ أقبل بجيشه حتى دخل عليهم البلد فلم يفلت الروم إلا بما خف معهم في مراكبهم.
وكان أهل حصن سبرة (صبراتة) قد تحصنوا لما نزل عمرو على طرابلس فلما امتنعوا عليه بطرابلس أمنوا واطمأنوا فلما فتحت طرابلس جند عمرو عسكراً كثيفاً، وسَّيره إلى سبرة فصّبحوها، وقد فتح أهلها الباب وأخرجوا مواشيهم لتسرح لأنهم لم يكن بلغهم خبر طرابلس فوقع المسلمون عليهم ودخلوا البلد مكابرة وغنموا ما فيه وعادوا إلى عمرو. وعندما وضع المسلمون أيديهم على جميع البلاد، أمنوا أهلها، وكفلوا لهم أموالهم، ومنعوا التعدى على أعراضهم ومعابدهم. ودخلت القبائل الليبية في الإسلام في خلافة عمر بن الخطاب وبعد مقتل عمر ارتدت بعض القبائل البربرية فأرسل أمير المؤمنين عثمان عبد الله بن أبي سرح _ وهو أخوه في الرضاعة _ في عام (27 هـ_  647 و648 م) لتأديب المرتدين. وقد وقفت في وجهه بعض الجموع، ولكن تم له أخيرا النصر. وقد سمى هذا الجيش (جيش العبادلة) لأنه ضم سبعة من كبار الصحابة كل منهم يحمل اسم عبد الله  وهم: عبدالله بن عباس ابن عم رسول الله ﷺ، عبد الله بن أبي سرح، عبدالله ابن جعفر، عبدالله بن عمر، عبدالله بن عمرو بن العاص، عبدالله بن الزبير، عبدالله بن مسعود رضي الله عنهم جميعاً. وقد انتهت المعركة بفوز المسلمين بعد مناوشات بسيطة.واتفق الطرفان على عقد صلح بينهما، على أن يدفع الروم ألفي ألف وخمسمائة ألف دينار للعرب، واستمرالعرب الفاتحين أكثر من خمسة وستين عاماً لنشر عقيدته بين البربر (الأمازيغ). وتستوطن تعاليمه في أراضيهم رغم انهم ثاروا وارتدوا عن الإسلام اثنتى عشرة مرة. ففي سنة (41هـ) استعمل عمرو بن العاص عقبة ابن نافع بن عبد قيس، وهو ابن خالة عمرو، على إفريقية. لأن البربر (الأمازيغ) كانوا إذا دخل إليهم أمير أطاعوه وأظهر بعضهم الإسلام، فإذا عاد الأمير عنهم نكثوا وارتدوا عن الإسلام. فانتهى إلى لواتة ومزاتة، فأطاعوا ثم كفروا، فغزاهم من سنته فقتل وسبى، ثم افتتح في سنة اثنتين وأربعين غدامس فقتل وسبى، وفتح في سنة ثلاث وأربعين ودان وهي من برقة، وافتتح عامة بلاد البربر، وهو الذي اختطّ القيروان سنة خمسين. وقد نقل ابن خلدون عن ابن أبي زيد أن البربر ارتدوا بإفريقية اثنتي عشرة مرة من طرابلس لى طنجة، وزحفوا في كلها على المسلمين ولم يثبت إسلامهم إلا في أيام موسى بن نصير. وقيل: لم يُسمع في الإسلام  بمثل سبايا موسى بن نصير وكثرتهن. وقال سليمان بن عبد الملك لموسى بن نصير وذلك بعد رجوعه من فتوحات بلاد المغرب: أخبرني عن البربر (الأمازيغ). قال: هم أشبه العجم بالعرب.. (غير أنهم أغدر الناس، لا وفاء لهم ولا عهدا).
وقد تحدث عن البربر (الأمازيغ) في فترة الفتوحات، أحد ملوك أحواز طنجة. واسمُه يُلّيان وقد كان من أشراف ملوك الروم وأعاظمهم، قال: أن البربر (الأمازيغ) مثل البهائم، لم يدخلوا في دين نّصَرانيَّة ولا غيرها، وهم يأكلون الجِيَف، ويأكلون مواشيهم، ويشربون دماءها من أعناقها، فقد كفروا بالله العظيم، فلا يعرفونه.
ولما استقر الإسلام بالمغرب العربي، وأذعن البربر (الأمازيغ). لحكمه، ورسخت فيهم كلمة الإسلام وتناسوا الردة. ثم سرت فيهم دعوة الخارجية ممن قدموا من العرق، ووجدت من عامتهم صفاء فاعتنقوها وتعددت طوائفهم فيها وتشعبت طرقها إلى أن رسخت فيهم، وتطاولت نفوسهم إلى الفتك بالعرب.
أسس ابن الأغلب أسرة ظلت تحكم ليبيا حتى قيام الدولة الفاطمية سنة 909-910م هذا بالنسبة للجزء الغربي من ليبيا، أما الجزء الشرقي من ليبيا فقد ظل في معظم الأحيان تابعا لولاية مصر.

## الدولة الفاطمية وغزوةبني هلال
في مطلع القرن العاشر الميلادي، كان دعاة الشيعة نشطين في ليبيا وشمال أفريقيا فجمعوا حولهم عددا كبيرا من الأعوان من الليبين الذين ثاروا على الحاكم الأغلبي، _ وهم الأمراء السنيين التابعين لخلفاء بغداد (بني العباس). واستطاعوا في 910م أن ينتزعوا تونس من الأغالبة، وعملوا على توطيد أركان حكمهم وأخذ أمراؤهم لقب خليفة، مُتَحَدِين بذلك الخليفة العباسي في بغداد، وفي سنة (969 م) نجح جوهر الصقلي قائد جيوش الخليفة العبيدي الفاطمي الرابع المعز لدين الله في أخذ مصر من الإخشيديين، واختط مدينة القاهرة، التي أصبحت حاضرة الدولة الفاطمية التي انتقل إليها المعز لدين الله سنة (973 م) وترك المعز بلكين بن زيري واليا على ليبيا وشمال أفريقيا، بما في ذلك إقليم طرابلس أي كل (ليبيا). وعلى الرغم من الود الذي ميز العلاقة بين الخليفة الفاطمي ونائبه على ليبيا وشمال أفريقيا في البداية، فإن ابن زيري وجد أن الترتيبات التي وضعها المعز لدين الله لولاية ليبيا غير مناسبة له، حيث جعل المعز لدين الله كل شؤون ولاية ليبيا المالية في أيدي موظفين يتبعونه مباشرة وهذا ما رفضه ابن زيري الذي ألقى القبض على عمال الخليفة وأرسل خطابا شديد اللهجة إلى المعز في القاهرة. _ بالرغم من أنه أظهر خضوعاً للفاطميين أكثر مما فعل والده _. مات المعز لدين الله قبل أن يتمكن من اتخاذ أي إجراء ضد ابن زيري. فخلفه العزيز الذي اعترف بالأمر الواقع وأقر ابن زيري على ولاية ليبيا التي أصبحت الآن تمتد حتى أجدابيا، وظلت الولاية في أيدي بني زيري _ الصنهاجيين الذين كانوا أيدوا الفاطميين، وأخلصوا لهم الإخلاص كله _. حتى سنة (1145 م)، ولكنها كانت في حالة من الفوضى والضعف_  وذلك بسبب حركات التمرد التي اندلعت ضد الزيريين في أرجاء الولاية _ . وعندما حاول المعز الوقيعة بين اليازوري وبين الفاطميين، عن طريق الخداع، اغتاظ اليازوري من أن تجسر بربري على خداعه، وهو العربي، وأقسم أن يرسل قوات هائلة ضد أفريقية. لهذا سمح للقبائل العربية بعبور النيل. بعد أن انتقم الخليفة الفاطمي من ابن زيري بارسال قبائل بني هلال وبني سليم الاعرابية والتي كانت تقطن صعيد مصر_ وهاتين القبيلتين أصلاً من نجد في شمال شبه الجزيرة العربية. وكان ترحالهم يقودهم حتى سوريا والعراق. وكانت القبيلتان في حروب لا تنقطع. ولم يكن بنو هلال وسليم أول المجموعات العربية التي استقرت في مصر سواء بالنفي أو أتوها بملء إرادتهم. ورخص للعرب بعبور النيل وتحدث إليهم قائلاً: «لقد أعطيتكم المغرب، (يعني شمال افريقيا) وملك المعز بن بلكين الصنهاجي العبد الآبق فلا تفتقرون» ثم كتب الوزير إلى حكومة المغرب: «أما بعد فقد أنفذنا إليكم خيولاً فحولاً وأرسلنا عليها رجالاً كهولاً ليقضي الله أمراً كان مفعولاً»  فخرج العرب لذلك وأجازوا النيل إلى (برقة). ووجد العرب في إقليم برقة بلداً غنياً بالمراعي، ولكنه خالٍ من سكانه لأن أغلب هؤلاء كانوا من زناتة الذين أبادهم المعز. وحصلت بين العرب وبين المعز بن باديس حروب هائلة وملاحم. وعبثاً حاول المعز إغراءهم بالمال والانضمام إلى صفه... وكانت زناتة تقيم بجهات طرابلس فدهمهم العرب بجموعهم، واجتازوهم إلى القيروان لاقوة واقتداراً بعد حروب طاحنة  ولا حظ المعز أن أتباعه من صنهاجة أظهروا الكثير من الفتور في حربهم، وأصبحت ثقته في قواته محدودة لدرجة أنه _ وكإجراء أحترازي _ اشترى الكثير من الرقيق السود وجندهم في خدمته، وكان يملك حرساً خاصاً من ثلاثين ألف عبد أسود. وهي القوة المخلصة الوحيدة التي كان يستطيع الأعتماد عليها. والتي عملت حين قدومها الي ليبيا على القتل والسلب والنهب أخلت البلاد في حالة من الفوضى وانعدام الامن وعاثت في الارض فسادا لفترة طويلة من الزمن سهلت على النورمانديين الذين كانوا ينطلقون من قواعدهم في صقلية احتلالها. _ وفي أثناء المعارك التي لحقت ذهب الأمير الزيري إلى حد تخريب أقاليم من إمارته كان يشك في تواطؤ سكانها مع العرب، وهو ما يسلم به ابن خلدون.

  وقد حشد لهم المعز ما أمكنه من خيل ورجال، وقابلهم بنفسه في جيوش جرارة بين قابس والقيروان وثبت له العرب في جيش لا يزيد على ثلاثة آلاف، وأن جيش ابن باديس لا يقل عن ثلاثين الفاً. وظهر الاختلال في صفوفه، وهربت صنهاجة وزناتة وبقي المعز في جنوده السودان وكانوا لايقلون عن عشرين آلفاً، وقتل منهم بين يديه خلق كثير، ووصلت إليه سهام العرب، فلم يلبث أن دارت عليه الدائرة، ونجا بنفسه إلى المنصورية فيمن بقى معه من فلول جيشه.وقد وصفت كتب التاريخ هذه الواقعة بأبشع ماتوصف به الحروب من فظاعة القتل وكثرة القتلى، في سبيل الحصول على الفوز وقد قال شاعر العرب في قصيدة يصف فيها هذه الملحمة.
وإن ابن باديس لأحزم مالك          ولكن لعمري ما لديه رجال
ثـلاثة آلاف لـنا غلبـت لـه            ثلاثين ألـفاً إن ذا لــنـــكال
وهزم المعز بن باديس آمام العرب مرتين كل منهما أشنع من الأخرى: الأولى سنة 443هـ وهي التي قيل فيها هذان البيتان، والثانية سنة 444هـ. واستولوا على جميع ما أودعته اسرة بلوكين (بني زيري) في القصور، وغنموهم وسبوا نساءهم وأحالوهن رقيقا، وعندها تفرق البربر في أماكن مختلفة فالضرر كان مهولا على البربر. وقد وصف ياقوت الحموي فيما بعد الحالة الأجتماعية والمبادئ الأخلاقية للبربر«الأمازيغ» بعد تلك الفترة بحوالي القرنين فقال: والبربر أجفْى خلق الله وأكثرهم طيشاَ وأسرعهم إلى الفتنة وأطوعهم لداعية الضلالة وأصغاهم لنمْق الجهالة، ولم تخلُ جبالهم من الفتن وسفك الدماء قط، ولهم أحوال عجيبة واصطلاحات غريبة، وقد حسَّن لهم الشيطان الغّوايات وزًيَّن لهم الضلالات حتى صارت طبائعهم إلى الباطل مائلة وغرائزهم في ضد الحق جائلة، فكم من أدعى فيهم النُّبُوَّة فقبلوا، وكم زاعم فيهم أنه المهدي الموعود به فأَجابوا داعيه ولمذهبه انتحلوا، وكم ادّعى فيهم مذاهب الخوارج فإلى مذهبه بعد الإسلام انتقلوا ثم سفكوا الدماءَ المحرّمة واستباحوا الفروج بغير حق ونهبوا الأموال واستباحوا الرجال، لا بشجاعة فيهم معروفة ولكن بكثرة العدد وتواتُر المدد.

## بنو زيري
حكم الزيريون ليبيا بعد ذهاب الفاطميين إلى القاهرة وكان حكمها يمتد إلى كامل بلاد المغرب.

## الدولة الرستمية
حكم الرستميين ليبيا حيث كانت حدودهم من تلمسان غربا حتى طرابلس شرقا.

## الموحدون
وفي عام (1158م) نجح الموحدون في طرد النورمانديين من طرابلس، وتمكن الموحدون من تدعيم حكمهم وتعزيز مكانتهم في ليبيا وشمال أفريقيا حتى (1230م). وقد ترك الموحدون حكم الأجزاء الشرقية من ليبيا للحفصيين، إلا أن برقة لم تدخل ضمن المناطق التي سيطر عليها الحفصييون، إذ ظلت تحكم مباشرة من مصر وان تمتعت في بعض الأحيان بالحكم الذاتي.
وتمتعت طرابلس في ذلك الوقت بنصيب وافر من الثروة ورفاهية العيش. ففي سنة 833هـ، تولى ولايتها عبد الواحد بن حفص من قبل أمير تونس عبد العزيز بن حفص. وفي هذه الفترة استتب الأمن في طرابلس، وشعر الناس بالطمأنينة؛ ذلك دفعهم بكل قواهم إلى العمل في التجارة والزراعة والصناعة. ووجدوا من رعاية هذا الرجل المصلح ما أبدل خوفهم أمنا، وفقرهم غنىً. وبقوا في حكم عبد الواحد 25 سنة، ذاقوا فيها من ألوان السعادة ما لم ير أجدادهم قريبا منه في مئات السنين الماضية. وجاء بعد عبد الواحد، أبو بكر بن عثمان؛ فبقي معهم 35 سنة، لم يحدث فيها ما يكدر الصفو بما مهد له عبد الواحد بعدله وقوة عزيمته، مما كان خير عون له على الحكم الصالح. وفي هذه المدة الطويلة، أثري الطرابلسيون إثراء لا مزيد عليه، وانغمسوا في الرفاهية وهناء العيش

## الاحتلال الإسباني
من أقوى الأسباب التي هيأت للأسبان احتلال طرابلس هو ضعف الحامية فيها، وانصراف الناس إلى تنمية المال، وإلى متع الحياة عن الاهتمام بتقوية الجيش وتحصين القلاع. ومن المناسبات التي انتهزها الأسبان للتعجيل باحتلال طرابلس، أنه في سنة 916هجري 1510 م - وهي سنة الاحتلال - وقع خلاف بين أحمد الحفصي وبين والده الناصر ؛ فذهب إلى الأسبان يستنجد بهم على أبيه.
رست عدة سفن للعدو في ميناء طرابلس، موسوقة بأنواع البضاعة، وفيها من كل نوع كثير؛ فتقدم إليهم تاجر من تجار المدينة فاشترى جميع ما فيها من سلع ونقد لهم ثمنها. واستضافهم رجل آخر وصنع لهم طعاما فاخرا وأخرج ياقوتة ثمينة فدقها دقا ناعما بمرأى منهم وذرها على طعامهم ؛ فبهتوا من ذلك، فلما فرغوا قدم إليهم دلاعا «بطيخا»، فطلبوا سكينا لقطعه فلم يوجد في داره سكين وكذا دار جاره إلى أن خرجوا إلى السوق، فأتوا منه بسكين. فلما رجعوا إلى جنوة سألهم ملكهم عن حالها، فقالوا: ((ما رأينا أكثر من أهلها مالا وأقل سلاحا، وأعجز أهلا عن دفاع عدو)).

### بداية الاحتلال
استعد الإسبان لغزو طرابلس؛ فجهزوا 120 قطعة بحرية، وانضم إليها سفن أخرى من مالطة، وشحنت بخمسة عشر ألف جندي من الأسبان، وثلاثة آلاف من الإيطاليين والمالطيين. وفي 8 من ربيع الآخر سنة 916هـ، أقلع الأسطول من فافينيانا، ومرّ بجزيرة قوزو بمالطة فتزود منها بالماء، وانضم إلى الجيش خبير مالطي اسمه جوليانو بيلا، له معرفة بطرابلس. وقد أعدت هذه الحملة بإشراف نائب الملك في صقلية، وبإعانة الجيوش الصقلية والإيطالية. وقد تسربت أخبار هذه الحملة إلى طرابلس قبل تحركها بنحو شهر ؛ فأخذ الناس في الهجرة منها إلى غريان، وتاجورة، ومسلاتة، وأخذوا معهم كل ما كان مهما من أموالهم، وما أمكنهم من أثقال متاعهم، ولم يبق بالمدينة إلا المحاربون، وشيخ المدينة وأهله، واسمه عبد الله بن شرف وبعض السكان الذين لم يقدروا على الفرار، وانحازوا إلى قصر الحكومة والجامع الكبير، وصعد المحاربون فوق الأسوار وعلى القلاع.
أنزلت الجيوش في القوارب وكانت بقيادة «بييترونافارو»، وفي الساعة التاسعة صباحا، ابتدأ الهجوم وأطلقت السفن مدافعها على الأسوار وقصر الحكومة. ونزل الجيش المكلف بمنع الليبيين من الاتصال بالمدينة إلى البر بجهة سيدي الشعاب لمنع الاتصال بالمدينة. واندفع الجيش الأسباني نحو المدينة تحميه مدافع الأسطول ؛ فاحتل البرج القائم على باب العرب وبعض الأسوار. وتمكن الأسبان من فتح باب النسور، واتصل الجيش الخارجي بالجيش الداخلي واستبسل الطرابلسيون في الدفاع. وجاء في رسالة القائد نافارو أنه لم يخل موضع قدم في المدينة من قتيل، ويقدر عدد القتلى بخمسة آلاف، والأسرى بأكثر من ستة آلاف، وتغلب الأسبان على مقاومة الليبيين العنيفة، واحتل قصر الحكومة عنوة، وأسر فيه شيخ المدينة الشيخ عبد الله بن شرف هو وزوجه وأبناؤه. وقد حمي وطيس المعركة حينما تمكن حامل العلم الأسباني من نصبه على برج القصر.
وأبدى من التجؤوا إلى الجامع الكبير مقاومة شديدة، فقتل منهم نحو ألفي طرابلسي بين رجال ونساء وأطفال. وقتل من الأسبان ثلاثمائة رجل، وكان من بين الموتى كولونيل كبير في الجيش، وأميرال الأسطول، وشخصية أخرى كبيرة من النبلاء. وقبل أن تغرب شمس يوم 18 من ربيع الآخر سنة 916هجري 1510م، سقطت مدينة طرابلس في يد الأسبان، بعد أن أريقت دماء الطرابلسيين في كل بقعة منها، وعلى كل منفذ وطريق، وفوق كل قلعة وبرج وفي صحن الجامع وعند المحراب دفاعا عنها، وعن عفاف النساء وطهارة المحجبات، إذ حيثما توجهت تعثرت رجلاك في جثث أطفال لم يرث لصراخهم، وفي أجسام نساء مبقورات البطون مقطوعات الأثداء لم ترع حرمتهن، وفي أشلاء شيوخ لم تحترم شيخوختهم، ولكثرة القتلى فقد ألقيت جثثهم في صهاريج الجوامع وفي البحر وأحرق بعضها بالنار. وأخذ شيخ المدينة عبد الله بن شرف هو وأولاده وحريمه أسرى إلى بلرمو، وبقوا هناك نحو عشر سنوات وعاد أحفاده في ازمنة لاحقة.
أقام نائب البابا احتفالات الفرح بسقوط هذه المدينة الإسلامية في أيدي المسيحيين. وأرسل القسيس أمريكودامبواس رئيس منظمة فرسان القد يوحنا إلى فرديناند ملك أسبانيا تهنئة، ويرجوه أن يتابع فتوحاته في أفريقية. وعلى الجانب الآخر فقد استاء المسلمون لهذا الاحتلال، وقابله الطرابلسيون المقيمون في الإسكندرية إذ ذاك، بإحراق فندق للأسبان في المدينة.

### مقاومة الطرابلسيين
انتهز الطرابلسيون المعسكرون خارج السور غياب القائد الأسباني نافارو وأسطوله، وانقضوا على المدينة وتسلقوا سورها، ولكنهم لم يوفقوا فرجعوا أدراجهم.. وهو ما دفع محمد بن حسن الحفصي إلى إعانة طرابلس؛ فجمع جيشا كبيرا بقيادة محمد أبي الحداد قائد توزر، وكان من أكبر قادته، ووصل طرابلس ونزل خارج السور وانضم إلى هذا الجيش المحاربون الطرابلسيون، وهاجموا المدينة في ذي الحجة سنة 916هـ، فبراير سنة 1511م، ولكنهم لم يظفروا منها بطائل. وقد حصلت مبارزة بين أبي الحداد وأحد وقواد الأسبان، فاحتضنه أبو الحداد وأخذه أسيرا. ودام حصار أبي الحداد لطرابلس سبعة أشهر، إلى أن مات وتفرق جيشه.

## فرسان القديس يوحنا
احتل الأسبان طرابلس سنة (1510م) وظلوا يحكمونها حتى سنة (1530م) عندما منحها شارل الخامس إمبراطور الإمبراطورية الرومانية لفرسان القديس يوحنا الذين صاروا يعرفون في ذلك الوقت بفرسان مالطا.

### دخول طرابلس
في 18 صفر سنة 929هـ / يناير سنة 1523م، غادر فرسان القديس جزيرة رودس إلى إيطاليا بدعوة من البابا كليمنت السابع، في حين رأى رئيس المنظمة الأب فيليب أن يطلب إلى شارل الخامس إمبراطور الامبراطورية الرومانية منحه جزيرتي مالطة وقوزو ؛ لأنهم رؤوا أنهما أليق مكان لغزو البلاد الإسلامية. وهنا سنحت الفرصة لشارل للتخلص من طرابلس التي طالما تحين لها الفرص، فقبل طلب الفرسان على شرط أن يقوموا بالدفاع عن مدينة طرابلس.
ووافق مجلس منظمة الفرسان على الوثيقة القيصرية في 25 يوليو سنة 1530م، وجاء وفد منهم إلى طرابلس؛ ليستلم المدينة من واليها «فرديناند ألركون». وإلى هنا انتهى حكم الأسبان في طرابلس، بعد أن دام عشرين سنة لم يتجاوزوا فيها أسوار المدينة، وقاسى فيها الطرابلسيون شر ما يقاسيه محكوم من حاكم.
تسلم فرسان القديس يوحنا طرابلس في المحرم سنة 942هـ / يوليه سنة 1530م، وعينوا عليها واليا هو القسيس «جسباري دي سنقوسا»، وهو أول والٍ من هذه المنظمة على طرابلس. واستولى الفرسان على جنزور والمنصورية والماية والحشان والزاوية وصبراته، وكانوا يجبون أموالها ويفرضون عليها المغارم ويأخذون رهائنها خوف الانتفاض عليهم. وقد اضطر أهل الجهة الغربية للخضوع؛ لأنهم في طريق الجيوش التونسية التي كانت تأتي لنصرة فرسان القديس على طريق البر، بخلاف الجهة الشرقية التي احتفظت بنفسها بواسطة مشايخها.

### معاهدة مراد آغا مع فرسان القديس يوحنا
وقد وجد مراد آغا معاونة فعالة في محاربة فرسان القديس، وبعث أمير تونس إلى والي طرابلس يطلب منه صداقة منظمة القديس يوحنا وعقد معاهدة صداقة ودفاع معها، فرد عليه أنه سيستشير حكومته ويرجوه ألا يرسل معونة إلى المقاومين بتاجورة حتى تتم المعاهدة بين مؤسسة القديس وبينه.

### احتلال تاجوراء
بلغت أخبار هذه المعاهدة خير الدين بربروس؛ فجهز أسطولا ونزل على تاجوراء واحتلها سنة 937هـ، وطرد منها أنصار الحسن أمير تونس ومؤيديه. وأبقى في تاجورة أحد قواده، واسمه خير الدين كرمان، وأبقى معه أيضا بعض القطع الحربية وجنودا وأسلحة. وكانت مياه تاجوراء غير صالحة لرسو السفن؛ فأسرع كرمان لإعداد حوض فيها لسفنه، وبنى برجا؛ ليدافع به عن السفن الراسية في هذا الميناء.
وأعلن خير الدين كرمان الحربَ على الفرسان في البر والبحر، واستولى على سفينتين للفرسان بكل ما فيهما، وضعف نفوذهم خارج السور، وامتنع سكان جنزور وغيرهم من دفع الضرائب وتخلصوا من حكم الفرسان.

### أمير تونس يزحف على طرابلس
سمع الحسن أمير تونس بأعمال خير الدين في تاجورة؛ فجهز جيشا في شهر جمادى الآخرة سنة 938هـ، يناير سنة 1532م؛ لمحاصرة تاجورة وقاده بنفسه. وقد تأكد للحسن من مساعدة فرسان القديس بالمدافع والعتاد الحربي بناء على وعدهم إياه بهذه المساعدة. وزحف الحسن على طرابلس وحاصر جيش خير الدين في زواغة وتاجورة وعند البرج القائم على الميناء، وبعث إلى والي طرابلس يطلب منه وفاء الوعد بالنجدة، فلم يفِ بوعده. وجاءت نجدة إلى خير الدين كرمان من برباروسا، وبلغ عدد أسطوله في تاجورة 15 قطعة كبيرة، واستطاع كرمان أن يدافع عن تاجورة.

### خير الدين يدافع عن طرابلس
جاء خير الدين برباروسا في حملة كبيرة لنجدة تاجورة، ونزل على صفاقس أولا واحتلها في شوال سنة 940هـ، أبريل سنة 1534م. وعلم الحسن بهذه النجدة؛ فرحل عن تاجورة، وذهب لملاقاة خير الدين في صفاقس، وانكسرت حملة الحسن وخاب فأله. وخاف الفرسان من تقدم كرمان إلى طرابلس فالتجؤوا إلى إصلاح الحصون والقلاع، وأعوزهم المال فأرهقوا الناس بالضرائب. وفي سنة 940هـ، 1534م، دعي بارباروسا إلى الآستانة، وأسندت إليه قيادة الأسطول العثماني كله، فازداد خوف الفرسان، وخرج بارباروسا بأسطوله على سواحل إيطاليا، واحتل تونس، وعين حسن آغا على قسم من الأسطول وارسله إلى طرابلس.
رجع كرمان إلى تاجورة - بعد رحلته إلى صفاقس - وانضمت إليه القبائل الطرابلسية ودفعت إليه خراج أراضيها وضرائب أشجارها وحيواناتها، وضرائب تجارتها. وحاصر طرابلس، وضيق على أهلها حتى أصبحوا لا يقدرون على فتح الأبواب. وانتشرت قوات خير الدين حول طرابلس. وبنى قلعة على بعد ميل من سور المدينة إلى الجنوب، وكانت تعرف بقلعة القائد، وكانت بالظهرة، ونصب عليها المدافع، وكانت قنابلها تصل قريبا من الأسوار وتضايق الفرسان من هذه القلعة أشد المضايقة. وتهيأ كرمان لاحتلال طرابلس، وكان ذا عزم وقوة إرادة، وحشد جنده ورجاله، وانضم إليه المتطوعون من الماية وجنزور.

### بداية المعركة
تقدم الجيش نحو أسوار المدينة ومعه حملة السلالم، ونشبت الحرب، واختلطت أصوات التكبير والتهليل بأصوات البنادق والمدافع ونصبت السلالم على الأسوار، وحمي وطيس الحرب. وضاقت الدنيا في وجوه الفرسان وظنوا أن لا مناص من الأسر أو القتل، وكادوا يرفعون الأعلام البيضاء علامة الاستسلام. وفي آخر لحظة واتاهم النصر بسبب انتشار خبر وفاة خير الدين بين الجنود؛ فأخذوا يتسللون تاركين مواقع الدفاع ؛ ليتحصنوا بقلعة الظهرة، وكسب الفرسان المعركة.

### وصول المدد إلى فرسان القديس من مالطة
وصل المدد من مالطة، وأمكنهم من طريق التحايل وبث الفتنة بين سكان المنشية، أن يستميلوا بعضا منهم، وانضموا إلى صفوفهم، وجاءوا أفواجا وملؤوا الميادين؛ ليحاربوا إخوانهم. وتقدم جيش الفرسان نحو قلعة القائد بالظهرة، ورابط جيش خير الدين في قبيلة أبي دبوس. ولم يحاول كرمان أن يتعرض لزحف الفرسان وخلى بينهم وبين القلعة، فاشتد الحصار عليها، وأيس المحاصرون من إغاثة خير الدين؛ فاستماتوا في القتال، وأبوا الاستسلام فنسفت القلعة بمن فيها، وذهبت أجسامهم في الفضاء تذروها الرياح. ورحمة الله ورضوانه على من أدى للوطن واجبه.
ولم يبق أمام الفرسان إلا خير الدين الذي يعسكر في قبيلة أبي دبوس، التي تبعد عن المدينة بخمسة أميال، فانتقل من مكانه إلى تاجورة، وتقدم الفرسان إلى هذه القبيلة فنهبوها وأسروا من فيها، وأضرموا فيها النار. وإلى هنا انقطعت أخبار خير الدين كرمان، ويقال أنه قتل في هذه المعارك.
وبقي الفرسان في طرابلس إحدى وعشرين سنة، ولم يكن الفرسان متحمسين كثيرا للاحتفاظ بطرابلس، فبالإضافة للعداء الذي أظهره الليبيون تجاههم لأنهم اعتبروهم عنصرا أجنبيًا دخيلاً وأهم من ذلك أنهم أعداء في الدين، اعترض الفرسان على تلك المنحة التي تعني تقسيم قواتهم، كما أن المسافة التي تفصل مالطا عن طرابلس تعني تعذر العون في حالة أي هجوم.